# Office Space
Office Space (conocida en España como Trabajo basura y en Hispanoamérica como Enredos de oficina) es una película cómica estadounidense escrita y dirigida por Mike Judge y estrenada en 1999. Es una sátira sobre el trabajo rutinario en una compañía de software a finales de los años 1990, enfocándose en un puñado de individuos que están hartos de su trabajo. La representación de trabajadores comunes de la tecnología de la información ha ganado un seguimiento de culto entre aquellos en esa profesión, pero también toca temas familiares para trabajadores de oficina y empleados en general. Fue filmada en Austin, Dallas y Houston, todas ciudades del estado de Texas.
Office Space está basada en la serie de cortometrajes animados sobre el personaje Milton, creado por el mismo director, Mike Judge. Office Space fue la primera incursión de una película de acción en vivo para Judge y su segunda película distribuida, siendo la primera la película animada Beavis and Butt-Head Do America.

## Argumento
La historia comienza un lunes laboral cualquiera: los tres personajes principales lidian con el tráfico matutino: Peter (Ron Livingston) cambia constantemente de carril en la carretera para acabar en el que menos avanza y se da cuenta de que el anciano que camina por la acera con ayuda de un andador avanza más rápido que cualquiera de los automovilistas, Michael (David Herman) escucha un CD de Scarface, concretamente la canción "No Tears" a todo volumen, cantando al unísono, hasta que pasa junto a un vendedor callejero afro-estadounidense, el cual logra intimidarlo lo suficiente como para bajar el volumen del estéreo y activar los seguros de las puertas de su coche, y Samir (Ajay Naidu) prefiere tragarse su frustración por el tráfico hasta que explota golpeando el volante y maldiciendo sin parar. En la misma oficina también trabaja Milton Waddams (Stephen Root), un sumiso empleado que constantemente murmura. Milton en realidad fue despedido hace años, pero nunca se le informó, y debido a un problema del sistema informático, seguía recibiendo su salario. Los cuatro son maltratados por la administración, especialmente por el vicepresidente Bill Lumbergh (Gary Cole). El equipo se encuentra agitado por la llegada de dos consultores, Bob Slydell y Bob Porter, quienes fueron traídos para apoyar a la compañía en reducción de personal y subcontratación.
Ya en las oficinas de la empresa Initech, Peter es recibido por la usual descarga eléctrica que recibe cuando abre la puerta que conduce a los cubículos y es reprendido (por su jefe inmediato, el jefe de departamento y un tercer jefe que le llama por teléfono) por haber olvidado una portada en un informe.
Anne, la novia de Peter, lo convence de que asista a una sesión de hipnoterapia ocupacional, pero el terapeuta, el Dr. Swanson, muere de un ataque cardíaco luego de hipnotizar a Peter. El nuevo y relajado Peter despierta la mañana siguiente e ignora las llamadas de su novia (quien le confirma que le fue infiel, confirmando las sospechas de sus amigos) y de Lumbergh (el jefe de Peter, quien esperaba que trabajase durante el fin de semana). El siguiente día laboral Peter decide faltar al trabajo e invitar a almorzar a Joanna (Jennifer Aniston), una camarera en Chotchkie's (una parodia de T.G.I Friday's).
Cuando Peter finalmente asiste al trabajo, ignora el código de vestimenta de la oficina, se adueña del lugar de estacionamiento reservado de su jefe Lumbergh, y se niega a seguir las instrucciones de Lumbergh. También elimina todas las cosas que le molestan, como la manilla de la puerta que constantemente le propina descargas eléctricas, y un muro del cubículo que bloquea la vista a la ventana. Los consultores, sin embargo, deciden ascenderlo debido a la impresión positiva que da su franqueza con respecto a los problemas de la empresa. Peter luego se entera de que Samir y Michael serán despedidos, y juntos deciden vengarse de la empresa infectando el sistema contable con un virus de computadora diseñado para extraer fracciones de centavos a una cuenta bancaria de su propiedad. Ellos creen que el plan resultará porque los montos son muy pequeños para que Initech lo detecte, mientras que en el tiempo recibirán una cantidad importante de dinero. En el último día de Michael y Samir en Initech, Peter se lleva un artículo: una impresora que siempre fallaba, la que destruyen entre los tres en el campo.
Peter luego descubre con horror que un error de software hace que el virus robe más de 300 mil dólares en pocos días, una pérdida más que evidente para Initech. Asustado por las consecuencias, le admite a Joanna —quien finalmente tuvo el coraje para imponerse a su jefe y renunciar a Chotchkie's— que el plan fue una mala idea y que planea aceptar la culpa por el delito. Escribe una carta confesando todo, luego, en la noche, desliza el sobre que contiene la carta y el dinero (en cheques de viajero sin firmar) bajo la puerta de la oficina de Lumbergh. A la mañana siguiente, Milton —habiendo sido privado de su engrapadora por Lumbergh, forzado a trasladarse al sótano infestado de cucarachas y finalmente con sus cheques suspendidos— entra a la oficina de Lumberg a reclamar su engrapadora.
Esperando ser arrestado al llegar al trabajo, Peter en vez de eso ve que su problema se solucionó solo: el edificio de Initech estaba envuelto en llamas, implicando que Milton cumplió con sus silenciosas amenazas de destruir la compañía por menospreciarlo, y toda la evidencia del dinero fue destruida. Peter finalmente encuentra un trabajo que le agrada: un empleo de construcción con su vecino Lawrence. Samir y Michael aparecen para ofrecer recomendarlo para un trabajo en la rival de Initech, Initrode, donde tienen nuevos empleos. Peter rechaza, contento con su nueva vida y empleo. Mientras tanto, Milton descansa en la playa de un Resort en México, mientras se lo escucha murmurar quejas por su trago y amenaza con llevar su cheque de viajero (que encontró en la oficina de Lumbergh) a la competencia.

## Reparto
- Ron Livingston: Peter Gibbons
- Jennifer Aniston: Joanna
- David Herman: Michael Bolton
- Ajay Naidu: Samir Nagheenanajar
- Diedrich Bader: Lawrence
- Stephen Root: Milton Waddams
- Gary Cole: Bill Lumbergh
- Richard Riehle: Tom Smykowski
- Alexandra Wentworth: Anne
- Joe Bays: Dom Portwood
- John C. McGinley: Bob Slydell
- Paul Willson: Bob Porter
- Mike Judge: Stan (gerente de Chotchkie’s)
- Orlando Jones: Steve

## Banda sonora
Listado de canciones
1. "Shove This Jay-Oh-Bee" (Canibus/Biz Markie) - 4:21
2. "Get Dis Money" (Slum Village) - 3:36
3. "Get Off My Elevator" (Kool Keith) - 3:46
4. "Big Boss Man" (Junior Reid) - 3:46
5. "9-5" (Lisa Stone) - 3:40
6. "Down for Whatever" (Ice Cube) - 4:40
7. "Damn It Feels Good to Be a Gangsta" (Geto Boys) - 5:09
8. "Home" (Blackman/Destruct/Icon) - 4:22
9. "No Tears" (Scarface) - 2:27
10. "Still" (Geto Boys) - 4:03
11. "Mambo #8" (Pérez Prado) - 2:06
12. "All that Meat and No Potatoes" (Louis Armstrong) - 5:13
13. "Peanut Vendor" (Pérez Prado) - 2:39